# Tomoko Matsunaga
Tomoko Matsunaga (松永 知子 Matsunaga Tomoko?) es una exfutbolista japonesa.
Matsunaga jugó 13 veces para la selección femenina de fútbol de Japón entre 1988 y 1991. Matsunaga fue elegida para integrar la selección nacional de Japón para los Copa Asiática femenina de la AFC de 1989 y 1991.

## Trayectoria

### Selección nacional
| Selección | País  | Año         |
| --------- | ----- | ----------- |
| Absoluta  | Japón | 1988 - 1991 |

## Estadística de equipo nacional
| Selección femenina de fútbol de Japón | Selección femenina de fútbol de Japón | Selección femenina de fútbol de Japón |
| Año                                   | Partidos                              | Goles                                 |
| ------------------------------------- | ------------------------------------- | ------------------------------------- |
| 1988                                  | 2                                     | 0                                     |
| 1989                                  | 4                                     | 0                                     |
| 1990                                  | 2                                     | 0                                     |
| 1991                                  | 5                                     | 0                                     |
| Total                                 | 13                                    | 0                                     |